# 5. Liga
Die 5. Liga ist die neunte und somit tiefste Schweizer Spielklasse im Fussball. Deren Spielbetrieb obliegt den Regionalverbänden.
Die Besten können in die 4. Liga aufsteigen.

## Bekannte Vereine
- FC Bodio – früherer Teilnehmer der zweithöchsten Liga
- SC Derendingen – früherer Teilnehmer der zweithöchsten Liga

Stand: 2019/20